# 卡拉爾湖
53°5′46.98″N 13°44′53.33″E / 53.0963833°N 13.7481472°E
卡拉爾湖（德語：Klarer See），是德國的湖泊，位於該國西南部，由勃蘭登堡州負責管轄，處於烏克馬克縣，長1.3公里、寬0.5公里，面積0.44平方公里，海拔高度66米，最大水深9米。